# L'Ombre et l'Éclair
L’Ombre et l’Éclair (titre original : The Shadow and the Flash) est une nouvelle américaine de Jack London publiée aux États-Unis en 1903.

## Historique
La nouvelle est publiée initialement dans le journal littéraire The Bookman en juin 1903, avant d'être reprise dans le recueil Moon-Face & Others Stories en septembre 1906.

## Éditions

### Éditions en anglais
- The Shadow and the Flash, dans le journal littéraire The Bookman, juin 1903.
- The Shadow and the Flash, dans le recueil Moon-Face & Others Stories, un volume chez  The Macmillan Co, New York, septembre 1906

### Traductions en français
- L’Ombre et la Chair, traduit par Louis Postif in Le Dieu tombé du ciel, recueil, U.G.E., 1975.
- L’Ombre et l’Éclair, traduit par Gérard Colson, in L’Amérique fantastique : de Poe à Lovecraft, anthologie, Nouvelles Éditions Oswald, 1988.